# 弗拉戈索島

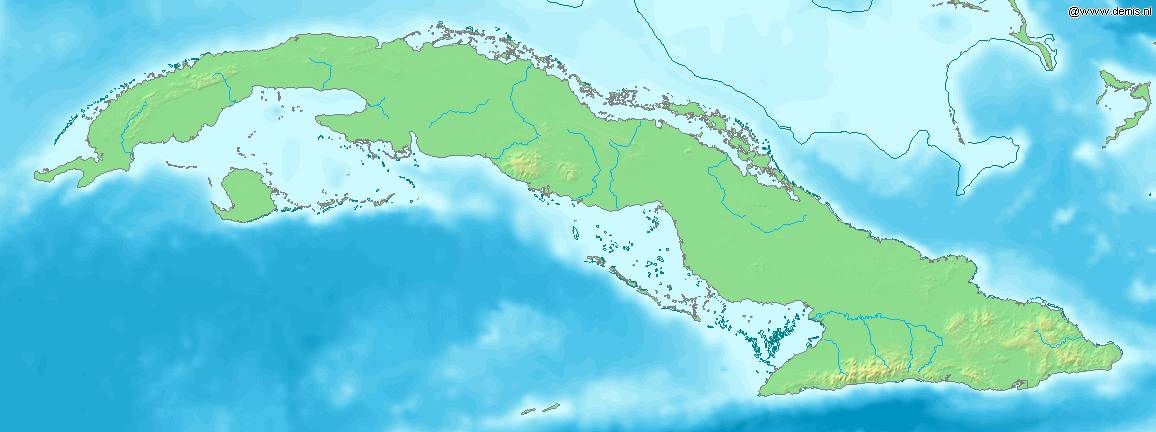

弗拉戈索島是古巴的島嶼，位於該國北面大西洋海域，屬於薩瓦納-卡馬圭群島的一部分，由比亞克拉拉省負責管轄，長40公里，面積101平方公里。
22°44′N 79°32′W / 22.733°N 79.533°W